# Nexuiz
Nexuiz (også kaldet Nexuiz Classic) er et frit first-person shooter-computerspil udviklet af Alientrap. Et proprietært remake af Nexuiz – også kaldet Nexuiz (2012) – udviklet af Illfonic og udgivet af THQ til Windows (via Steam), Playstation 3 og Xbox 360 blev udgivet i 2012.
| computerspil | Spire Denne computerspilsrelaterede artikel er en spire som bør udbygges. Du er velkommen til at hjælpe Wikipedia ved at udvide den. |